# هيرنان ألفارادو سولانو
هيرنان ألفارادو سولانو (بالإسبانية: Hernán Alvarado Solano)‏ هو كاهن كاثوليكي كولومبي، ولد في 26 يناير 1946 في بوغوتا في كولومبيا، وتوفي في 31 يناير 2011.